# José Luis Sixtos
José Luis Sixtos (* 8. März 1971 in Mexiko-Stadt), auch bekannt unter dem Spitznamen El Flaco (dt. Der Schmächtige), ist ein ehemaliger mexikanischer Fußballspieler auf der Position eines Verteidigers.

## Laufbahn
Sixtos stand beinahe während der gesamten 1990er Jahre beim Club Deportivo Social y Cultural Cruz Azul unter Vertrag, mit dem er in den Jahren 1996 und 1997 zweimal den CONCACAF Champions’ Cup sowie je einmal den Meistertitel und den Pokalwettbewerb gewann.
Anschließend wechselte er zum Puebla FC, für den er 2000 und 2001 insgesamt 32 Einsätze in der Primera División bestritt. Darüber hinaus war Sixtos auf Leihbasis auch für den Erstligisten Club León sowie die Zweitligisten Cruz Azul Oaxaca und Inter Riviera Maya im Einsatz.

## Krankheit
Während seiner Zeit beim Puebla FC durchlebte er die schwerste Phase seines Lebens, als er an Hodenkrebs erkrankte und eine längere Zeit (so unter anderem das komplette Jahr 2002) pausieren musste.

## Erfolge
- Mexikanischer Meister: Invierno 1997
- Mexikanischer Pokalsieger: 1997
- CONCACAF Champions’ Cup: 1996, 1997